# Аналі Тіптон
Аналі Крістіан Тіптон (англ. Analeigh Christian Tipton; нар. 9 листопада 1988 року, Міннеаполіс, Міннесота, США) — американська акторка та модель.
Розпочинала кар'єру як американська фігуристка. Сьогодні найбільш відома за третім місцем на циклі (випуск 11) з шоу «Топмодель по-американськи» та за ролями у фільмах: «Це безглузде кохання» (Crazy, Stupid, Love) і «Тепло наших тіл» (Warm Bodies).

## Дитинство
Народилася і провела дитинство в Міннеаполісі, штат Міннесота. Коли їй виповнилося 8 років, сім'я переїхала в Сакраменто, штат Каліфорнія. Вона навчалась у Коледжі Марімаунт, Палос Вердес.

## Кар'єра
Почала кататись на ковзанах у віці двох з половиною років і змагалася в чотирьох чемпіонатах США з синхронного фігурного катання (на рівнях «новачки» та «юніори»). Пізніше вона та її партнер Філіп Кук стали дворазовими регіональними чемпіонами і змагалися в категорії серед юніорів з фігурного катання в два рази вищого рівня для неповнолітніх. Вона перестала кататися на ковзанах у 16 років, але продовжує кататися в благодійних льодових шоу по боротьбі зі СНІДом. Також виступала, щоб відновити ковзанку, пошкоджену в результаті пожежі.
До «Топ-модель по-американськи» Тіптон позувала для фотографів Шона Файферв і Роберта Дея, а також була моделлю для рекламної компанії журналу «Grazia» виробництва Алехандра Гарібай. Вона також підписала контракт з «I Model & Talent» в Лос-Анджелесі і брала участь в Лос-Анджелесі на Тижні моди осінньої колекції 2008 року для дизайнерки Келлі Нішімото.
У 2008 році про Аналі Тіптон дізналися через сайт MySpace. Її запросили на прослуховування в Лос-Анджелесі для шоу «Топ-модель по-американськи». Під час розмови на прослуховуванні з'ясувалося, що Тіптон стикалася з сексуальним рабством: її намагалися продати принцу з Саудівської Аравії, але на щастя угода була зірвана. Вона посіла третє місце (випуск 11) «Топ-модель по-американськи». Після падіння в епізоді «You're Beautiful, Now Change» вирішила більше не використовувати досвіду фігуристки, а відновившись, була в першій трійці протягом семи тижнів поспіль. Тіптон на шоу називали двічі найкращою, це перше CoverGirl, виконане як комерційне. За думкою Тайри Бенкс, це була найкраща CoverGirl реклама в історії «Топ-модель по-американськи». Попри те, що на шоу «Топ-модель по-американськи» Тіптон посіла 3 місце, це не завадило їй підписати контракт з Abrams Artists Agency і Ford Models в обох комерційних і театральних підрозділах в Лос-Анджелесі. Крім того, вона з'явилася в номері 17 іспанської версії журналу «Marie Claire» December 2008-January 2009, на обкладинці «Seventeen» і на кількох розворотах журналу «Maxim» і Vogue. Вона також була представлена в статтях Forever 21 і Guess. У 2010 році вона демонструвала осінню колекцію 2010 Грін Форда. Для «Los Angeles Fashion Week» вона вийшла на подіум «Skingraft» та «David Alexander» сезони 2010 року.

## Акторська кар'єра
Аналі Тіптон і Саманта Поттер з'явилися як запрошені зірки в епізоді телесеріалу «Теорія великого вибуху». Вона дебютувала в кіно у фільмі «Зелений шершень», де зіграла з такими зірками, як Камерон Діас і Сет Роген, який вийшов 14 січня 2011.[19] Також Аналі виконала роль няні Джесіки, що закохана в персонажа Стіва Карелла та акторами Джуліанною Мур і Еммою Стоун в картині «Це безглузде кохання» спонукало «The New York Times» назвати її «face to watch». Ця роль викликала позитивні відгуки від деяких кінокритиків. Тіптон з'явилася в 3 сезоні студії HBO комедійного серіалу «Жеребець», зігравши роль Санді, нареченої молодого альфонса. Також вона зіграла другорядну роль в зомбі-апокаліптичному серіалі жаху «Тепло наших тіл» «Warm Bodies» режисера Джонатана Левіна. У 2014 році незначну роль опонента Скарлетт Йоханссон в фантастичному акшен фільмі «Люсі». 26 вересня 2014 була її перша головна роль в «Пригода на дві ночі»/«Two Night Stand» режисера Макса Ніколса.

## О собисте життя
У червні 2021 року Тіптон оголосила, що є квір-особистістю та небінарною. Тіптон вийшла заміж за керівника індустрії розваг Чеза Салемб'є у жовтні 2022 року.

## Фільмографія
Фільми 
| Рік  | Назва оригінальна    | Українська              | Роль                         | Примітки   |
| ---- | -------------------- | ----------------------- | ---------------------------- | ---------- |
| 2011 | The Green Hornet     | Зелений шершень         | Ен Лі — Ana Lee              | Film debut |
| 2011 | Crazy, Stupid, Love. | Це безглузде кохання    | Джеска Райлі — Jessica Riley |            |
| 2011 | Damsels in Distress  | Діви в небезпеці        | Лілу — Lily                  | Lead role  |
| 2013 | Warm Bodies          | Тепло наших тіл         | Нора — Nora                  |            |
| 2014 | Buttwhistle          | Самаритянин             | Роуз — Rose                  |            |
| 2014 | Two Night Stand      | Пригода на дві ночі     | Меган Пагано — Megan Pagano  | Lead role  |
| 2014 | One Square Mile      | Одна четверта милі      | Ліза — Lisa                  |            |
| 2014 | Lucy                 | Люсі                    | Каролайн — Caroline          |            |
| 2014 | Mississippi Grind    | Прогулянка по Міссісіпі |                              | Filming    |
| 2016 | Viral                | Вірус                   | Стейсі Дрейкфорд             |            |

 Телепрограми 
| Рік  | Назва оригінальна        | Українська                    | Роль             | Примітки                                 |
| ---- | ------------------------ | ----------------------------- | ---------------- | ---------------------------------------- |
| 2008 | America's Next Top Model | Топ-модель по-американськи    | Herself          | Contestant in cycle 11; finished third   |
| 2008 | The Big Bang Theory      | Теорія великого вибуху        | Аналі — Analeigh | Episode: «The Panty Pinata Polarization» |
| 2009 | The Tyra Banks Show      | Шоу Тари Бенкс                | Herself          | Episode: «Top Model Toga Party»          |
| 2011 | Hung                     | Жеребець                      | Шанді — Sandee   | Recurring role; 8 episodes               |
| 2012 | Made in Hollywood        | Створено в Голівуді           | Herself          | Episode #7.23                            |
| 2013 | Vibe for Women           |                               | Herself          | Funny or Die skit                        |
| 2013 | The Power Inside         | Сила в мені                   | Ешлі — Ashley    | Main role                                |
| 2014 | Manhattan Love Story     | Манхеттенська історія кохання | Дана — Dana      | Main role                                |

 Музичні відео 
| Рік  | Назва оригінальна        | Українська       | Роль    | Notes            |
| ---- | ------------------------ | ---------------- | ------- | ---------------- |
| 2012 | «Constant Conversations» | Постійні розмови | Herself | Passion Pit кліп |